# Asaphomorpha obesa
Asaphomorpha obesa är en skalbaggsart som beskrevs av Leon Fairmaire 1903. Asaphomorpha obesa ingår i släktet Asaphomorpha och familjen Melolonthidae. Inga underarter finns listade.